# Грань хаоса
Грань хаоса — критическая точка системы, в которой незначительное изменение может либо вызвать хаотическое поведение системы, либо замкнуть систему в статическом состоянии. Эта точка аналогична фазовому переходу в термодинамике. В этой точке сложность (количество информации, требуемое для описания системы) максимальна.